# Chamaita metamelaena
Chamaita metamelaena är en fjärilsart som beskrevs av George Francis Hampson 1900. Chamaita metamelaena ingår i släktet Chamaita och familjen björnspinnare. Inga underarter finns listade i Catalogue of Life.